# Romny (obwód amurski)
Romny (ros. Ромны) – wieś w Rosji, w obwodzie amurskim, ośrodek administracyjny rejonu romnieńskiego. W 2010 liczyła 3084 mieszkańców.